# 西圣字泡
西圣字泡是一个位于中国吉林省松原市的湖泊，面积约为1.78平方千米，属于东北平原。它的一级流域为黑龙江流域，二级流域为松花江水系。